# Tschechische Grenzübergänge in die Nachbarstaaten

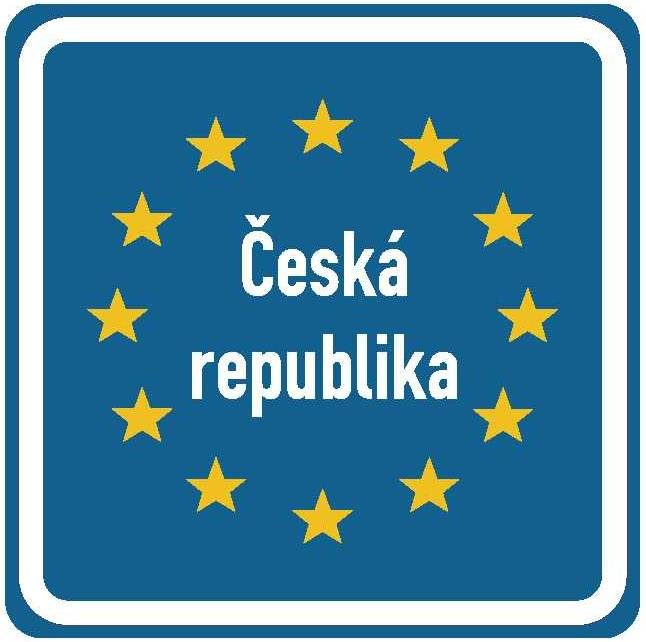
EU-Grenzschild der Tschechischen Republik

Tschechien unterhielt in den Jahren von 1993 bis 2007 Grenzübergänge zu den Nachbarstaaten Deutschland, Österreich, Polen und der Slowakei.
Tschechien ist seit dem 21. Dezember 2007 Teil des Schengen-Raums und liegt an keiner EU-Außengrenze, sodass heute keine Grenzübergänge mehr an den Staatsgrenzen aufrechterhalten sind.

## Übersicht
Als Nachfolgestaat der Tschechoslowakei übernahm Tschechien nach seiner Gründung zum 1. Januar 1993 die Grenzübergänge zu Deutschland, Österreich und Polen. Neu errichtet wurden die Grenzübergänge zur Slowakei. Seit dem EU-Beitritt am 1. Mai 2004 ist Tschechien nur noch von anderen EU-Mitgliedstaaten umgeben. Aufgrund der Eingliederung in den Europäischen Binnenmarkt und in die Zollunion werden seit dem EU-Beitritt an den Grenzübergängen keine Zollkontrollen mehr durchgeführt. Aufgrund der Überführung des Schengener Abkommens in den rechtlichen Rahmen der EU im Jahr 1999 durch ein Protokoll zum Vertrag von Amsterdam, bedeutete der EU-Beitritt Tschechiens gleichzeitig die Übernahme des Schengen-Besitzstands. Die rechtlichen Vorschriften unterlagen noch bis zum 21. Dezember 2007 einer Übergangsfrist, deren Ablaufen den Wegfall der Grenzkontrollen an den Staatsgrenzen und die Abschaffung der Grenzübergänge bedeutete. Auf Flughäfen wurden bei Flügen innerhalb des Schengen-Raums die Grenzkontrollen zum 30. März 2008 abgeschafft.
Die Grenzlängen zu den Nachbarländern:
- Polen – 762 km
- Slowakei – 252 km
- Österreich – 466 km
- Deutschland 810 km

Die Liste der Grenzübergänge veröffentlicht das Innenministerium. Die derzeit gültige Vorschrift ist die Mitteilung des Innenministeriums Nr. 373/2008 Sb., mit der die Liste der Grenzübergänge für den Fall einer vorübergehenden Wiedereinführung des Grenzschutzes an den europäischen Binnengrenzen verkündet wird.
Von den EU-Mitgliedstaaten wird ebenfalls eine Liste der Grenzübergangsstellen der Europäischen Kommission übermittelt und von dieser im Amtsblatt der Europäischen Union veröffentlicht.

## Polen

Polen

### Straßen- und Wegübergänge

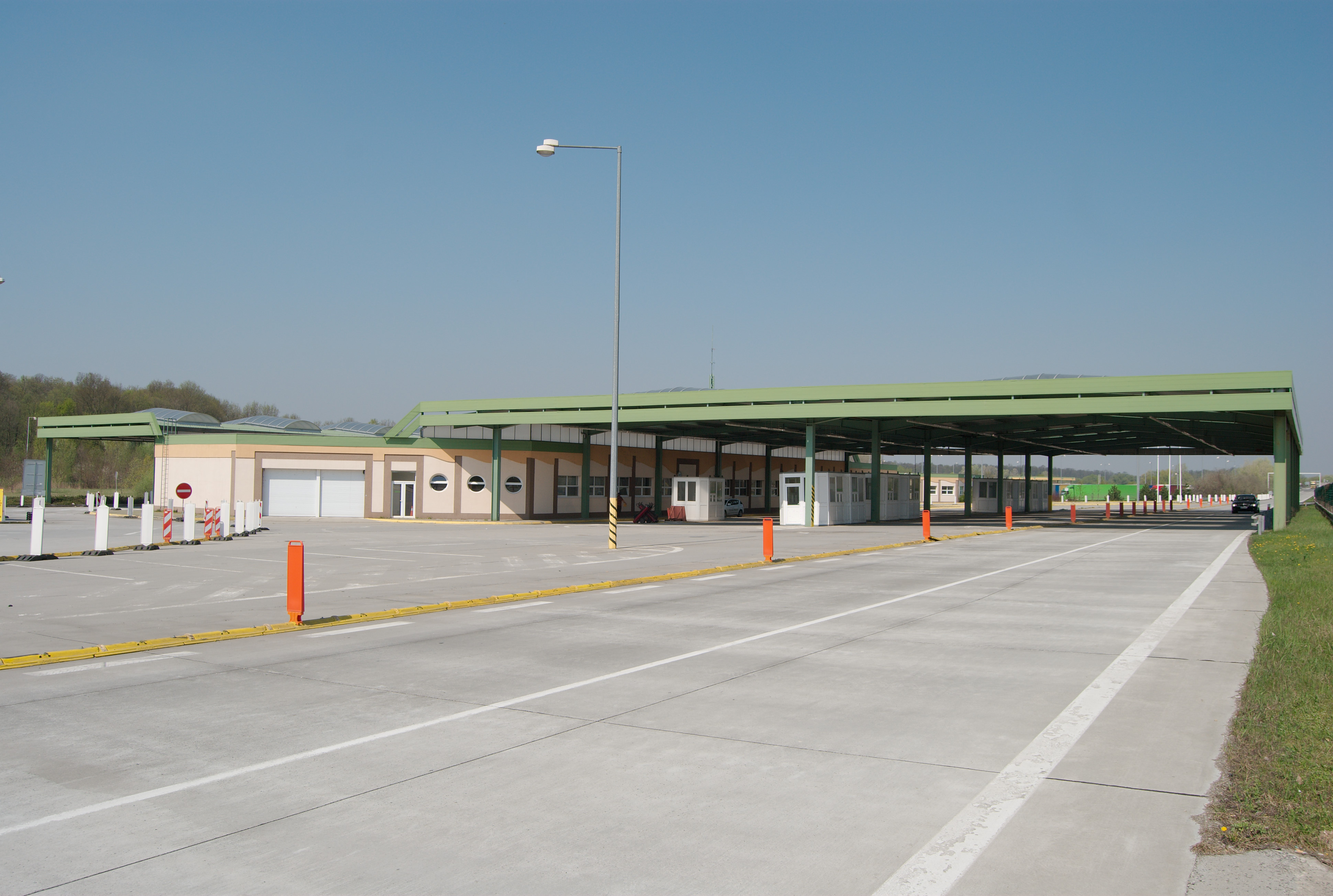
Grenzübergang (ohne Kontrollen) auf der Autobahn D2 bei Kúty

| Grenzübergang    | Ort im Nachbarstaat | Art des Überganges | bis | Bemerkung          |
| ---------------- | ------------------- | ------------------ | --- | ------------------ |
| Hrádek nad Nisou | Porajów/Zittau      |                    | *   | eröffnet nach 1989 |
| Harrachov        | Jakuszyce           | I/10 (E65)         | *   |                    |
| Pomezní Boudy    | Przelecz Okraj      | II/252             | *   | eröffnet nach 1989 |
| Královec         | Lubawka             | I/16               | *   | eröffnet nach 1989 |
| Starostín        | Golińsk             | II/302             | *   | eröffnet nach 1989 |
| Otovice          | Tłumaczów           | II/302             | *   | eröffnet nach 1989 |
| Běloves          | Słone               | I/33 (E67)         | *   |                    |
| Orlické Záhoří   | Mostowice           | Straße             | *   | eröffnet nach 1989 |
| Králíky          | Boboszów            | I/43               | *   | eröffnet nach 1989 |
| Bílý Potok       | Paczków             | I/60               | *   | eröffnet nach 1989 |
| Mikulovice       | Głuchołazy          | I/44               | *   |                    |
| Bartultovice     | Trzebina            | I/40               | *   | eröffnet nach 1989 |
| Krnov            | Pietrowice          | I/45               | *   | eröffnet nach 1989 |
| Sudice           | Samborowice         | I/46               | *   | eröffnet nach 1989 |
| Píšť             | Owsiszcze           | II/466             | *   |                    |
| Bohumín          | Chałupki            | I/58               | *   |                    |

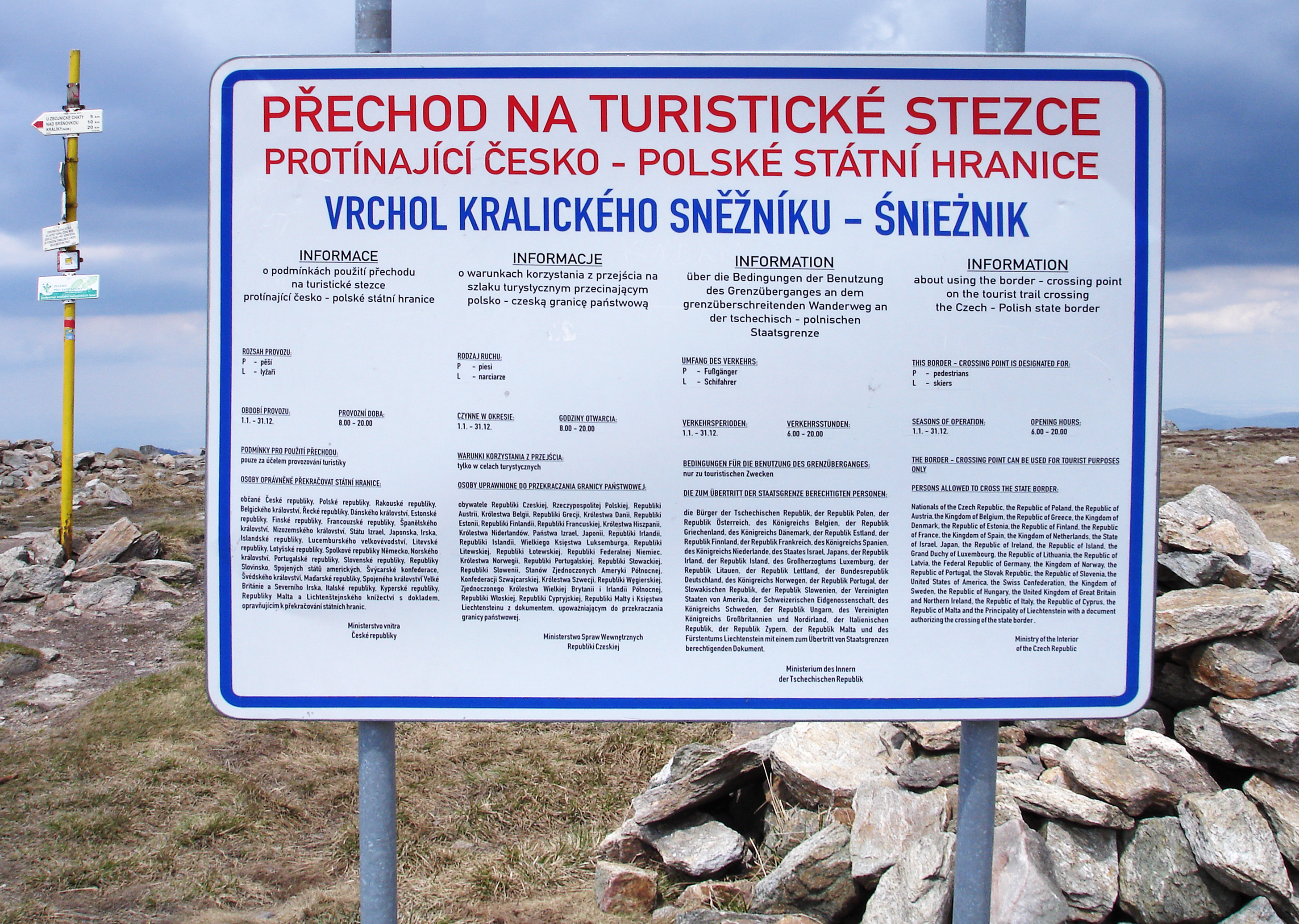
Grenzüberschreitender Wanderweg am Glatzer Schneeberg

### Eisenbahnübergänge
| letzte Station in Tschechien | erste Station in Polen      | eröffnet | aufgelassen | Bahnstrecke                            | Kilometer | Bemerkung                                                  |
| ---------------------------- | --------------------------- | -------- | ----------- | -------------------------------------- | --------- | ---------------------------------------------------------- |
| Heřmanice                    | Bogatynia (Reichenau)       | 1900     | 1945        | Zittau–Hermsdorf in Böhmen             |           | stillgelegt                                                |
| Frýdlant v Čechách           | Zawidów (Seidenberg)        | 1875     | *           | Pardubice–Zawidów                      |           | nur Güterverkehr, Wiederaufnahme des Reiseverkehrs geplant |
| Jindřichovice pod Smrkem     | Mirsk (Friedeberg)          | 1904     | 1945        | Gryfów Śląski–Jindřichovice pod Smrkem |           | stillgelegt                                                |
| Harrachov                    | Jakuszyce (Jakobsthal)      | 1902     | *           | Jelenia Góra–Kořenov                   |           | stillgelegt zwischen 1945 und August 2010                  |
| Královec                     | Lubawka (Liebau)            | 1869     | *           | Jaroměř–Lubawka                        |           |                                                            |
| Meziměstí                    | Mieroszów (Friedland)       | 1877     | *           | Wałbrzych–Meziměstí                    |           | nur Güterverkehr                                           |
| Otovice                      | Tłumaczów (Tuntschendorf)   | 1889     | 1953        | Meziměstí–Ścinawka Średnia             |           | stillgelegt                                                |
| Běloves                      | Słone (Schlaney)            | 1945     | 1945        | Kłodzko–Kudowa Zdrój                   |           | provisorische Verbindung für Militärverkehr                |
| Lichkov                      | Międzylesie (Mittelwalde)   | 1875     | *           | Chlumec nad Cidlinou–Międzylesie       |           |                                                            |
| Bernartice                   | Dziewiętlice (Heinersdorf)  | 1896     | 1945        | Lipová Lázně–Dziewiętlice              |           | stillgelegt                                                |
| Vidnava                      | Kałków (Kalkau)             | 1911     | 1945        | Velká Kraš–Vidnava, Neisser Kreisbahn  |           | stillgelegt                                                |
| Mikulovice                   | Głuchołazy (Bad Ziegenhals) | 1888     | *           | Hanušovice–Głuchołazy                  |           |                                                            |
| Jindřichov ve Slezsku        | Głuchołazy (Ziegenhals)     | 1875     | *           | Krnov–Głuchołazy                       |           |                                                            |
| Krnov                        | Głubczyce (Leobschütz)      | 1873     | 1945        |                                        |           | stillgelegt                                                |
| Opava                        | Pilszcz (Piltsch)           | 1904     | 1945        |                                        |           | stillgelegt                                                |
| Chuchelná                    | Krzanowice (Kranstädt)      | 1895     | 1945        |                                        |           | stillgelegt                                                |
| Bohumín                      | Chałupki (Annaberg)         | 1848     | *           |                                        |           |                                                            |
| Petrovice u Karviné          | Zebrzydowice (Seibersdorf)  | 1855     | *           |                                        |           |                                                            |
| Albrechtice                  | Marklowice (Marklowitz)     | 1914     | 1931        |                                        |           |                                                            |
| Český Těšín                  | Cieszyn (Teschen)           | 1888     | *           |                                        |           |                                                            |

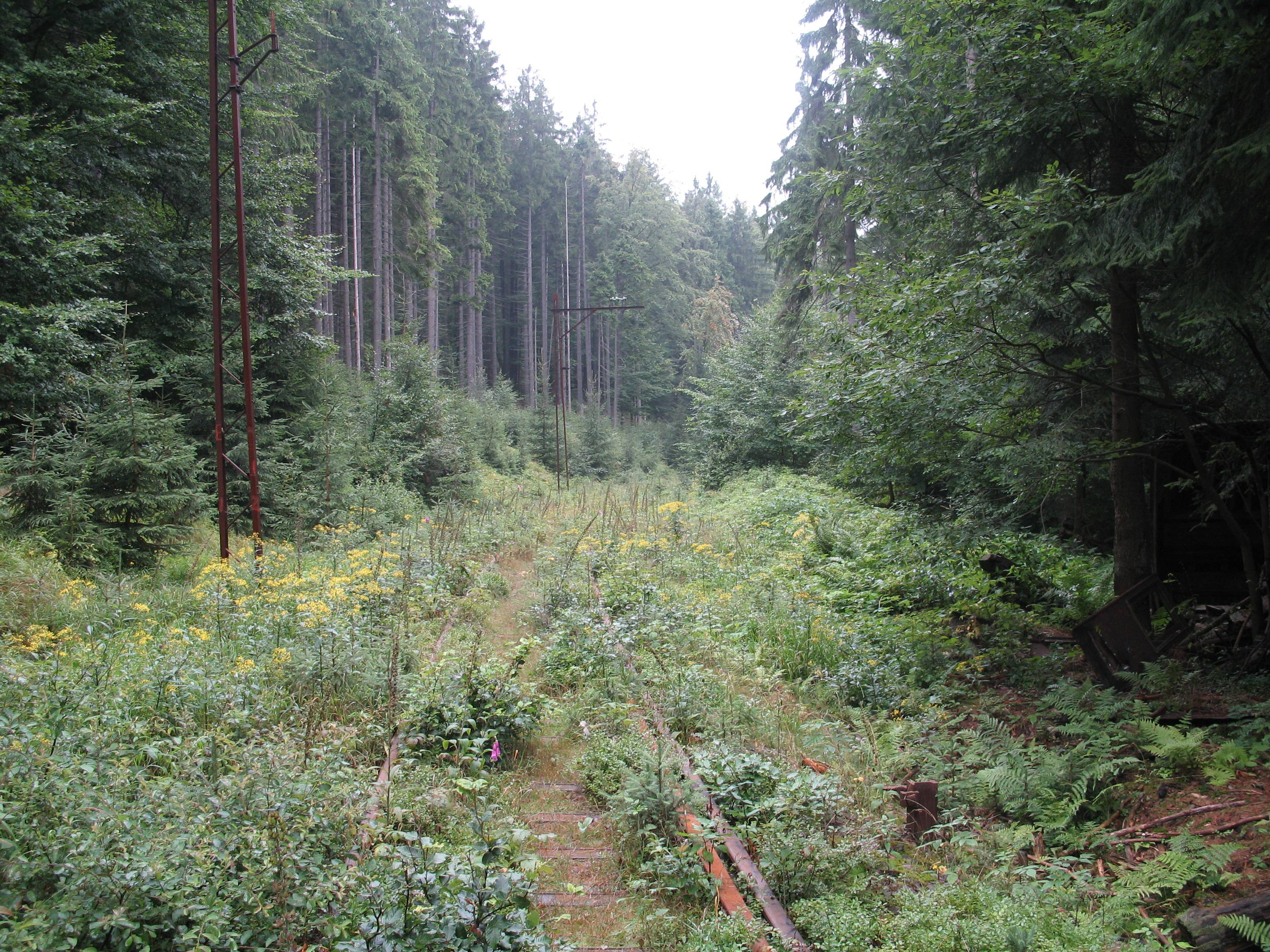
Von 1945 bis 2009 nur in seltenen Sonderfahrten befahrene Strecke zwischen Jakuszyce und Harrachov
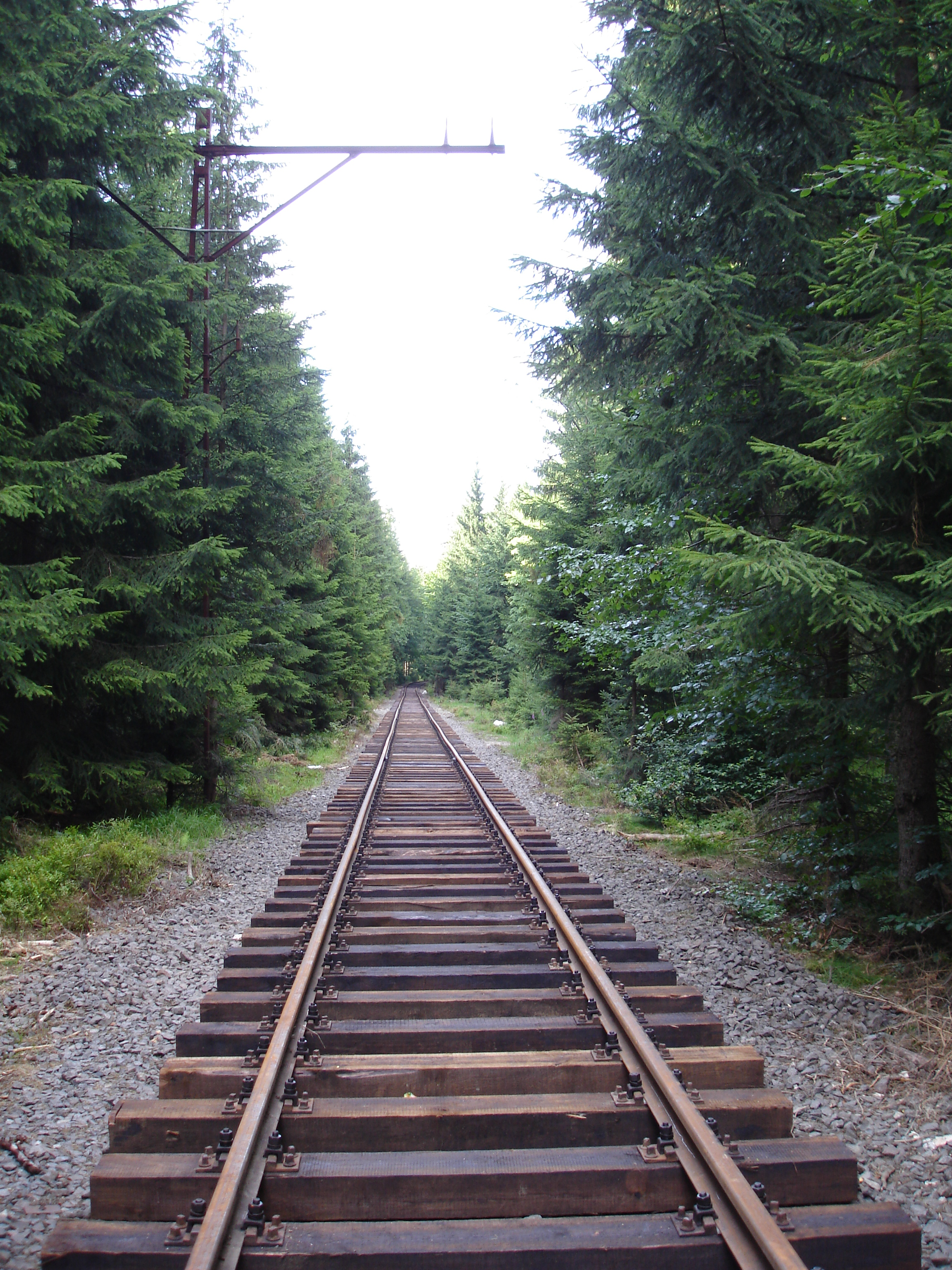
2009 bei Harrachov, neues Gleis für die 2010 erfolgte Wiederaufnahme des Bahnbetriebs, bisher hier ohne Strom
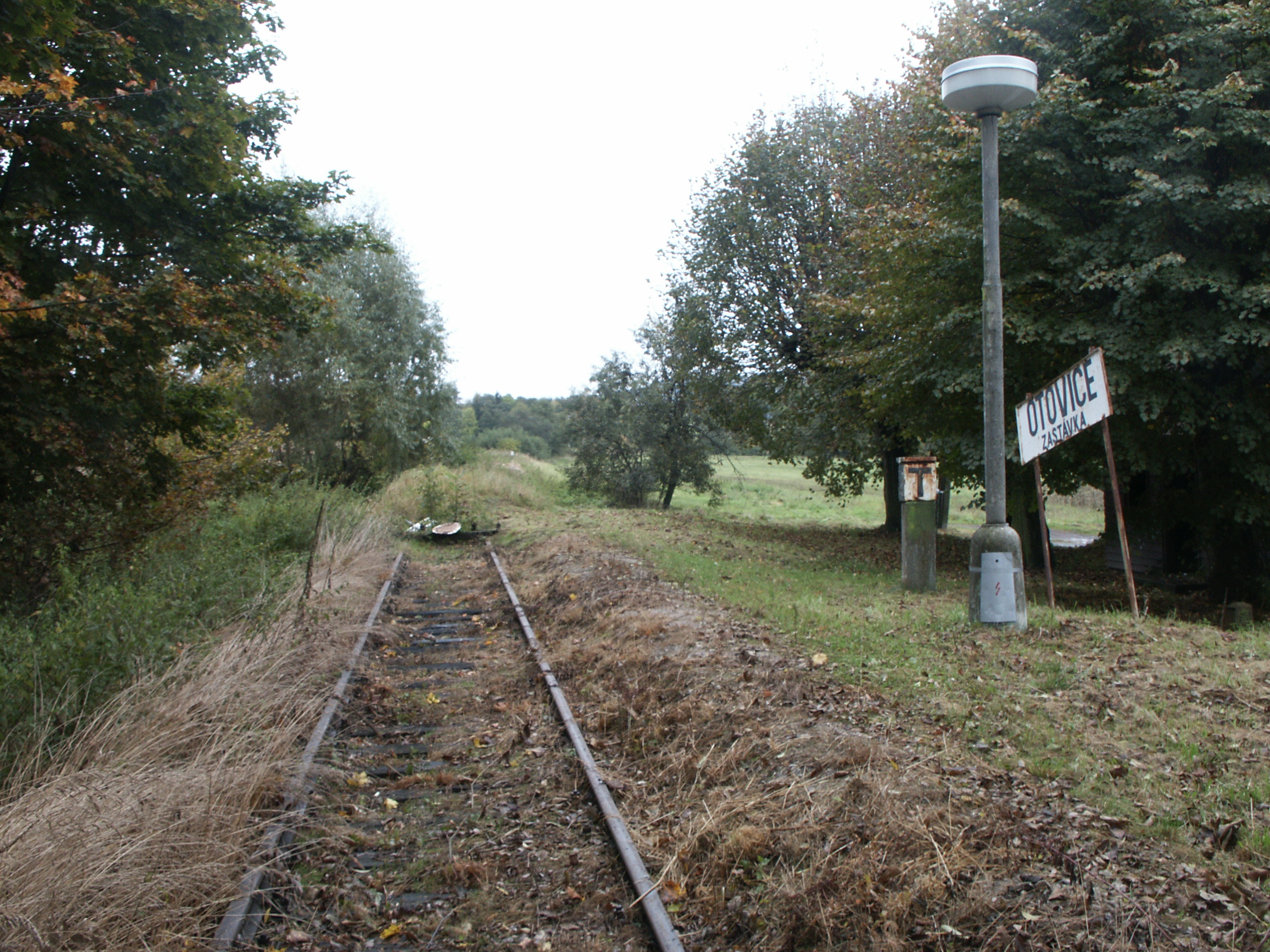
Otovice (2007)

## Slowakei

Slowakei

Alle Grenzübergänge entstanden nach dem 1. Januar 1993, dem Datum der Teilung der ehemaligen Tschechoslowakei.

### Straßen- und Wegübergänge
| Grenzübergang            | Ort im Nachbarstaat | Art des Überganges | bis | Bemerkung |
| ------------------------ | ------------------- | ------------------ | --- | --------- |
| Mosty u Jablunkova       | Svrčinovec          | I/11 (E75)         | *   |           |
| Mosty u Jablunkova-Šance | Čadca-Milošová      | Straße             | *   |           |
| Bílá                     | Klokočov            | Straße             | *   | nur Pkw   |
| Horní Bečva              | Makov               | I/18 (E442)        | *   |           |
| Velké Karlovice          | Makov               | Straße             | *   |           |
| Střelná                  | Lysá pod Makytou    | I/49               | *   |           |
| Nedašova Lhota           | Červený Kameň       | Straße             | *   | nur Pkw   |
| Brumov-Bylnice           | Horné Srnie         | I/57               | *   | nur Pkw   |
| Starý Hrozenkov          | Drietoma            | I/50 (E50)         | *   |           |
| Březová                  | Nová Bošáca         | Straße             | *   | nur Pkw   |
| Strání                   | Moravské Lieskové   | I/54               | *   | nur Pkw   |
| Velká nad Veličkou       | Vrbovce             | Straße             | *   | nur Pkw   |
| Sudoměřice               | Skalica             | Straße             | *   | nur Pkw   |
| Hodonín                  | Holíč               | I/51               | *   | nur Pkw   |
| Lanžhot                  | Brodské             | Straße             | *   | nur Pkw   |
| Lanžhot                  | Brodské             | D 2 (E65)          | *   |           |

### Eisenbahnübergänge
| erste Station in der Slowakei | letzte Station in Tschechien      | eröffnet | aufgelassen       | Bahnstrecke                                         | Kilometer | Bemerkung           |
| ----------------------------- | --------------------------------- | -------- | ----------------- | --------------------------------------------------- | --------- | ------------------- |
| Čadca                         | Mosty u Jablunkova (Jablunkapass) | 1871     |                   | Kaschau-Oderberger Bahn                             |           |                     |
| Lúky pod Makytou              | Horní Lideč (Lissapass)           | 1937     |                   | Bahnstrecke Púchov–Strelenka–Horní Lideč            |           |                     |
| Horné Srnie                   | Vlárský průsmyk                   | 1888     |                   |                                                     |           | nur Personenverkehr |
| Vrbovce                       | Velká nad Veličkou                | 1929     |                   | Bahnstrecke Nové Mesto nad Váhom–Veselí nad Moravou |           | nur Personenverkehr |
| Skalica                       | Sudoměřice                        | 1893     |                   | Bahnstrecke Devínska Nová Ves–Skalica na Slovensku  |           |                     |
| Holíč                         | Hodonín                           | 1891     | 12. Dezember 2004 | Bahnstrecke Hodonín–Holíč nad Moravou               |           |                     |
| Kúty                          | Lanžhot                           | 1900     |                   | Bahnstrecke Břeclav–Kúty                            |           |                     |

## Österreich

Österreich

### Straßen- und Wegübergänge
| Grenzübergang                | Ort im Nachbarstaat           | Art des Überganges | bis | Bemerkung                          |
| ---------------------------- | ----------------------------- | ------------------ | --- | ---------------------------------- |
| Zadní Zvonková               | Schöneben (OÖ)                | Straße             | *   | beschränkte Fahrzeugtypen          |
| Přední Výtoň                 | Guglwald (OÖ)                 | Straße             | *   |                                    |
| Studánky                     | Weigetschlag (OÖ)             | II/161             | *   |                                    |
| Dolní Dvořiště               | Wullowitz (OÖ)                | I/3                | *   |                                    |
| Nové Hrady                   | Pyhrabruck (NÖ)               | Straße             | *   |                                    |
| České Velenice (2 Übergänge) | Gmünd                         | Straße (II/156)    | *   |                                    |
| Halámky                      | Neu-Nagelberg                 | II/150             | *   |                                    |
| Chlum u Třeboně              | Litschau/Schlag (NÖ)          | Straße             | *   |                                    |
| Nová Bystřice                | Grametten                     | II/128             | *   |                                    |
| Slavonice                    | Fratres (NÖ)                  | Straße             | *   |                                    |
| Hluboká                      | Schaditz                      | Straße             | *   |                                    |
| Vratěnín                     | Oberthürnau                   | Straße             | *   | beschränkte Fahrzeugtypen          |
| Stálky                       | Heinrichsreith                | Straße             | *   | Touristischer Übergang (seit 2006) |
| Šafov                        | Langau                        | Straße             | *   |                                    |
| Podmyče                      | Felling                       | Straße             | *   | Fußgänger und Radfahrer            |
| Čížov                        | Hardegg                       | Straße             | *   | Fußgänger (seit 1989)              |
| Hnanice                      | Mitterretzbach-Heiliger Stein | II/413             | *   | Fußgänger und Radfahrer            |
| Hnanice                      | Mitterretzbach                | Straße             | *   |                                    |
| Hatě                         | Kleinhaugsdorf                | E59                | *   |                                    |
| Hevlín                       | Laa an der Thaya              | II/415             | *   |                                    |
| Mikulov                      | Drasenhofen                   | I/52 – E461        | *   |                                    |
| Valtice                      | Schrattenberg (NÖ)            | Straße             | *   |                                    |
| Poštorná                     | Reintal                       | I/55               | *   |                                    |

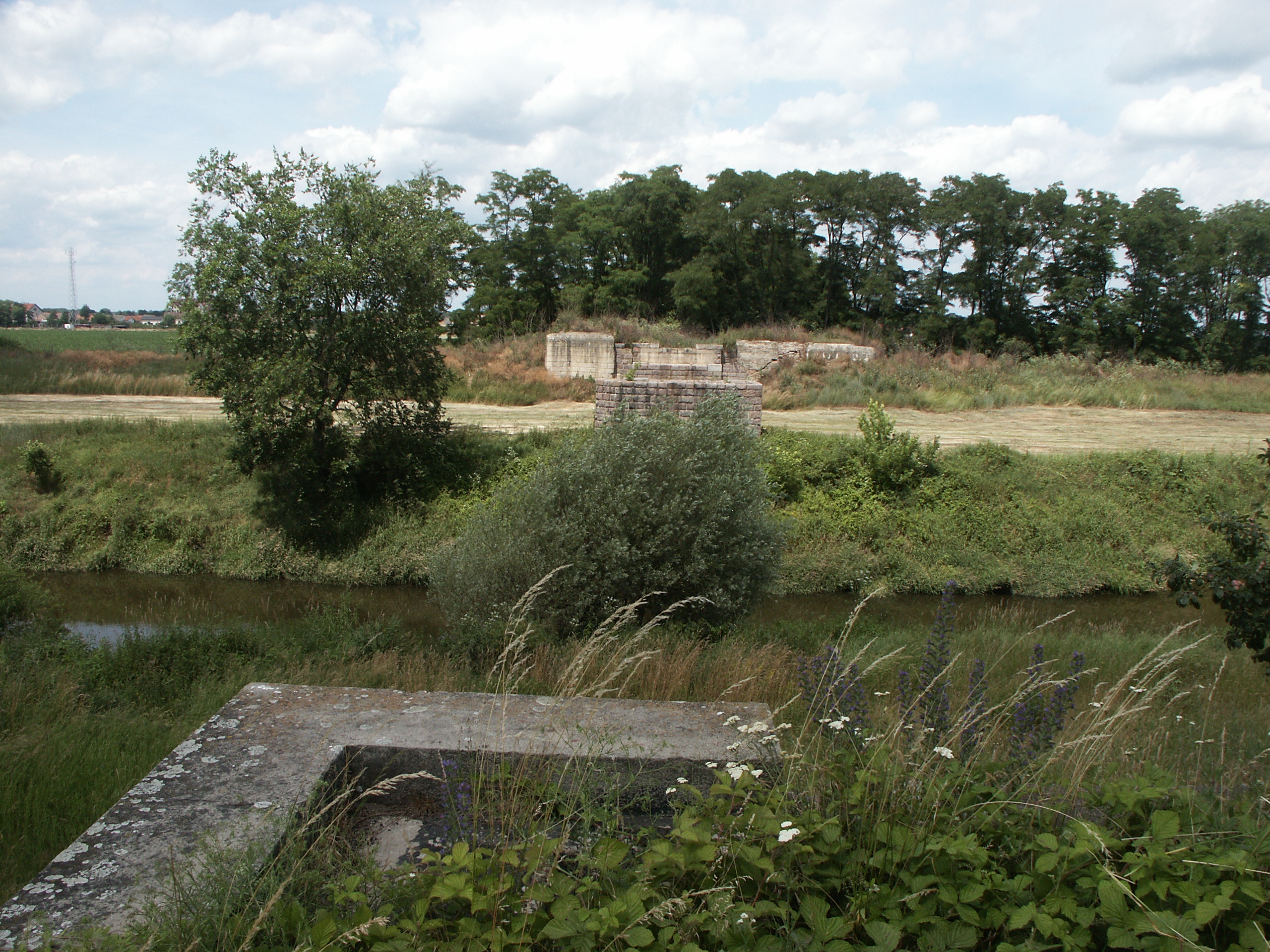
Ehemalige Eisenbahnbrücke über die Thaya

* Die Grenzkontrollen wurden im Zuge der Schengen-Erweiterung zum 21. Dezember 2007 eingestellt und wurden während der Fußball-Europameisterschaft 2008 noch einmal reaktiviert.
Daneben gibt es noch mehrere Grenzübergänge, die nur zu Fuß oder mit dem Fahrrad passiert werden dürfen.

### Eisenbahnübergänge
| letzte Station in Tschechien | erste Station in Österreich | eröffnet         | aufgelassen   | Bahnstrecke                   | Kilometer | Bemerkung |
| ---------------------------- | --------------------------- | ---------------- | ------------- | ----------------------------- | --------- | --------- |
| Horní Dvořiště / Oberhaid    | Summerau (OÖ)               | 28. Oktober 1918 | *             | Summerauer Bahn               | 061,097   |           |
| České Velenice               | Gmünd NÖ (NÖ)               | 1. August 1920   | *             | Franz-Josefs-Bahn             | 163,100   |           |
| České Velenice               | Gmünd Wieden (NÖ)           | 1. August 1920   | 1950          | Waldviertler Schmalspurbahnen |           |           |
| České Velenice               | Gmünd Böhmzeil (NÖ)         | 1. August 1920   | 1950          | Waldviertler Schmalspurbahnen |           |           |
| Slavonice                    | Fratres (NÖ)                | 28. Oktober 1918 | 1945          | Thayatalbahn                  | 035,149   |           |
| Šatov                        | Unterretzbach (NÖ)          | 28. Oktober 1918 | *             | Österreichische Nordwestbahn  | 087,660   |           |
| Novosedly                    | Laa an der Thaya (NÖ)       | 1872             | 1930          | Pulkautalbahn                 |           |           |
| Hevlín                       | Laa an der Thaya (NÖ)       | 28. Oktober 1918 | Dezember 1945 | Laaer Ostbahn                 | ~ 84,3    |           |
| Novosedly-Drnholec           | Wildendürnbach (NÖ)         | 28. Oktober 1918 | April 1945    | Nordbahn-Zweigstrecke         | ~ 120,3   |           |
| Břeclav                      | Bernhardsthal Hst. (NÖ)     | 28. Oktober 1918 | *             | Österreichische Nordbahn      | 077,993   |           |

* Die Grenzkontrollen wurden im Zuge der Schengen-Erweiterung zum 21. Dezember 2007 eingestellt und wurden während der Fußball-Europameisterschaft 2008 noch einmal reaktiviert.

## Deutschland

### Straßenübergänge
Vor dem Zweiten Weltkrieg bestand zwischen dem heutigen tschechischen Staatsgebiet und Deutschland eine Vielzahl von Straßenverbindungen, die bis auf wenige Ausnahmen 1945 geschlossen wurden. Zum Gebiet der DDR bestanden bis 1967 nur die Übergänge Vojtanov–Schönberg, Cínovec–Zinnwald und Hřensko–Schmilka. Nach der Einführung des visafreien Reiseverkehrs 1972 wurden weitere Grenzübergänge eingerichtet. Nach 1989 wurden erneut zahlreiche Straßenübergänge (wieder)eröffnet.
Die nachfolgende Auflistung (Stand 12/2022) ist vom Dreiländereck mit Österreich zum Dreiländereck mit Polen sortiert.
| Grenzübergang           | Ort im Nachbarstaat           | Straße     | Eröffnung         | Bemerkung                                                                                                 |
| ----------------------- | ----------------------------- | ---------- | ----------------- | --- |
| Strážný                 | Philippsreut                  | I/4        |                   | 1946 bis 7. September 1971 geschlossen.                                                                   |
| Železná Ruda            | Bayerisch Eisenstein          | I/27 (E53) |                   | Nach dem Zweiten Weltkrieg bis 1. Juli 1969 geschlossen.                                                  |
| Chudenín                | Neukirchen beim Heiligen Blut | II/191     | 1993              | |
| Všeruby u Kdyně         | Eschlkam                      | II/184     | 1. Juli 1990      | |
| Česká Kubice            | Furth im Wald                 | I/26       |                   | 1949 bis 18. Juli 1964 geschlossen.                                                                       |
| Nemanice-Lísková        | Waldmünchen                   | II/189     |                   | |
| Železná                 | Tillyschanz                   | II/197     |                   | |
| Rozvadov                | Waidhaus                      | D5 (E50)   | 6. November 1997  | |
| Rozvadov                | Waidhaus                      | II/605     |                   | |
| Zadní Chodov            | Mähring                       | II/201     |                   | |
| Pomezí nad Ohří         | Schirnding                    | I/6 (E48)  |                   | Ab 15. März 1949 blockiert. Ab 1. Juli 1952 offiziell geschlossen. Wiedereröffnung am 15. September 1956. |
| Aš                      | Selb                          | I/64       |                   | Von 1945 bis zum 1. Juli 1990 geschlossen.                                                                |
| Hranice                 | Ebmath                        | II/217     | 21. Dezember 2007 | mit PKW bis 3,5 t befahrbar                                                                               |
| Hranice                 | Bad Elster                    |            |                   | |
| Doubrava u Aše          | Bad Elster                    | III/2175   | 1. Januar 1995    | Kleiner Grenzverkehr, Linienbus                                                                           |
| Vojtanov                | Schönberg                     | I/21 (E49) |                   | bis 1990 Übergang zur DDR                                                                                 |
| Kraslice                | Klingenthal                   | II/210     | * 1. Januar 1995  | |
| Bublava                 | Klingenthal-Untersachsenberg  |            |                   | eröffnet nach 1989                                                                                        |
| Potůčky                 | Johanngeorgenstadt            |            | * 1. Januar 1995  | |
| Boží Dar                | Oberwiesenthal                | I/25       | Dezember 1971     | bis 1990 Übergang zur DDR                                                                                 |
| Vejprty                 | Bärenstein                    | II/219     |                   | eröffnet nach 1989                                                                                        |
| Hora Svatého Šebestiána | Reitzenhain                   | I/7        | 6. Oktober 1978   | |
| Kalek                   | Rübenau                       |            |                   | eröffnet nach 1989                                                                                        |
| Brandov                 | Grünthal                      | Straße     | * 2015            | mit PKW bis 3,5 t befahrbar                                                                               |
| Hora Svaté Kateřiny     | Deutschkatharinenberg         |            |                   | eröffnet nach 1989                                                                                        |
| Nová Ves v Horách       | Deutschneudorf                |            |                   | eröffnet nach 1989                                                                                        |
| Mníšek                  | Deutscheinsiedel              |            |                   | eröffnet nach 1989                                                                                        |
| Český Jiřetín           | Deutschgeorgenthal            |            |                   | eröffnet nach 1989                                                                                        |
| Moldava                 | Neurehefeld                   | II/382     | * 1. Januar 1995  | |
| Cínovec                 | Altenberg                     | I/8        | 2001              | Ersatz für Übergang Cínovec–Zinnwald                                                                      |
| Cínovec                 | Zinnwald                      | I/8        | 6. September 1958 | bis 1990 Übergang zur DDR                                                                                 |
| Krásný Les              | Breitenau                     | D8 (E55)   | 21. Dezember 2006 | |
| Petrovice               | Hellendorf                    |            | 13. Mai 1977      | bis 1990 Übergang zur DDR                                                                                 |
| Hřensko                 | Schmilka                      | I/62       |                   | bis 1990 Übergang zur DDR                                                                                 |
| Dolní Poustevna         | Sebnitz                       | II/267     |                   | |
| Rožany                  | Sohland                       |            | * 1. Januar 1995  | |
| Jiříkov                 | Ebersbach/Sa.                 | II/263     |                   | |
| Jiříkov-Filipov         | Neugersdorf                   |            |                   | |
| Jiříkov-Filipov         | Neugersdorf                   |            |                   | |
| Rumburk                 | Neugersdorf                   | I/9        | Frühjahr 1978     | bis 1990 LKW-Übergang zur DDR, damals als Jiříkov–Neugersdorf bezeichnet                                  |
| Rumburk                 | Seifhennersdorf               |            |                   | |
| Varnsdorf               | Seifhennersdorf               | II/265     | 28. April 1967    | bis 1990 Übergang zur DDR                                                                                 |
| Varnsdorf               | Großschönau                   | II/264     |                   | |
| Valy                    | Jonsdorf                      |            | 2011              | |
| Petrovice               | Lückendorf                    | II/270     |                   | |

* Eröffnet als grenzüberschreitender Wanderweg

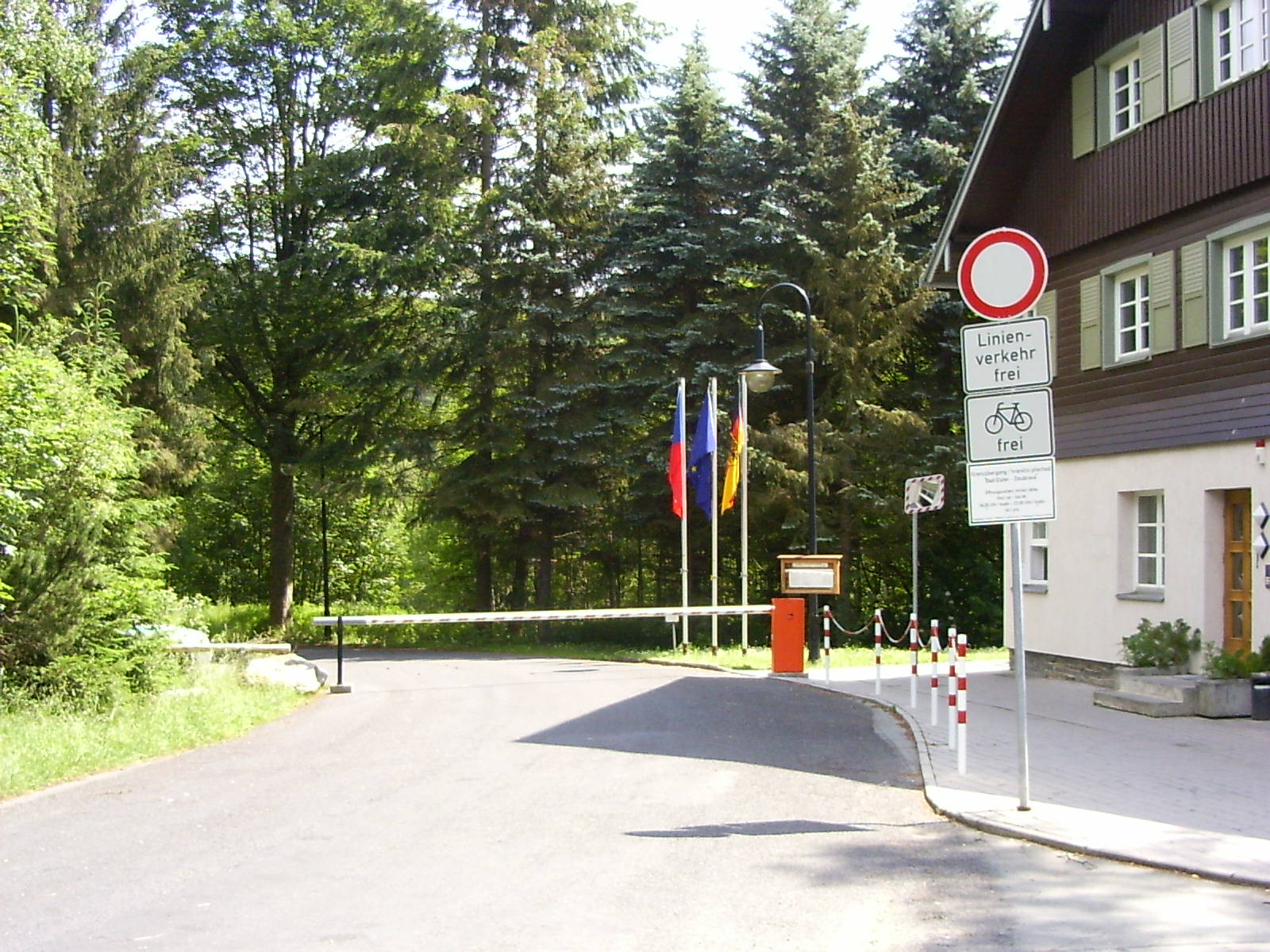
Grenzübergang Doubrava–Bad Elster (Aufnahme von 2008)
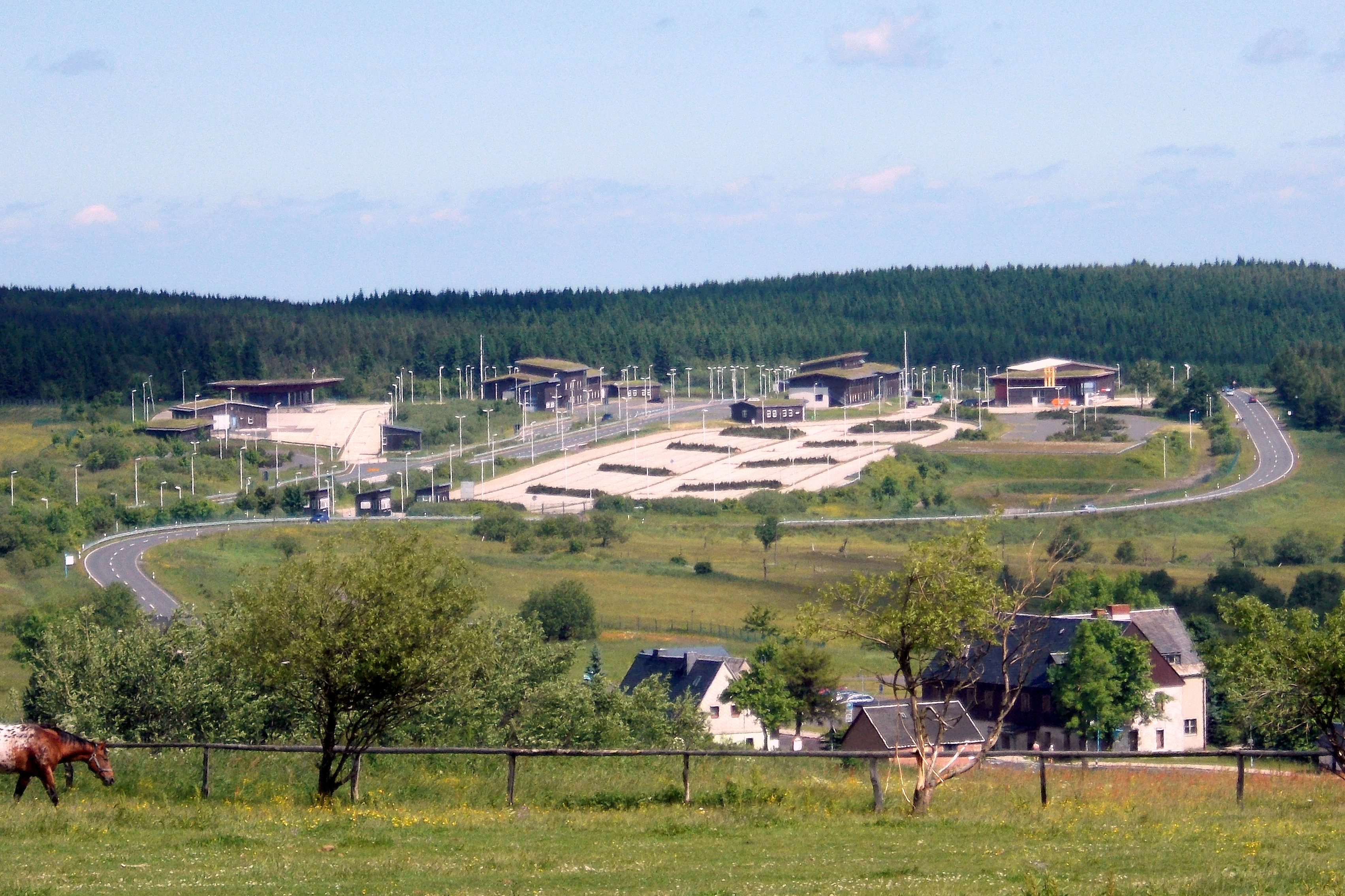
Ehemalige Zollanlage an der I/8 am Grenzübergang Cínovec–Altenberg
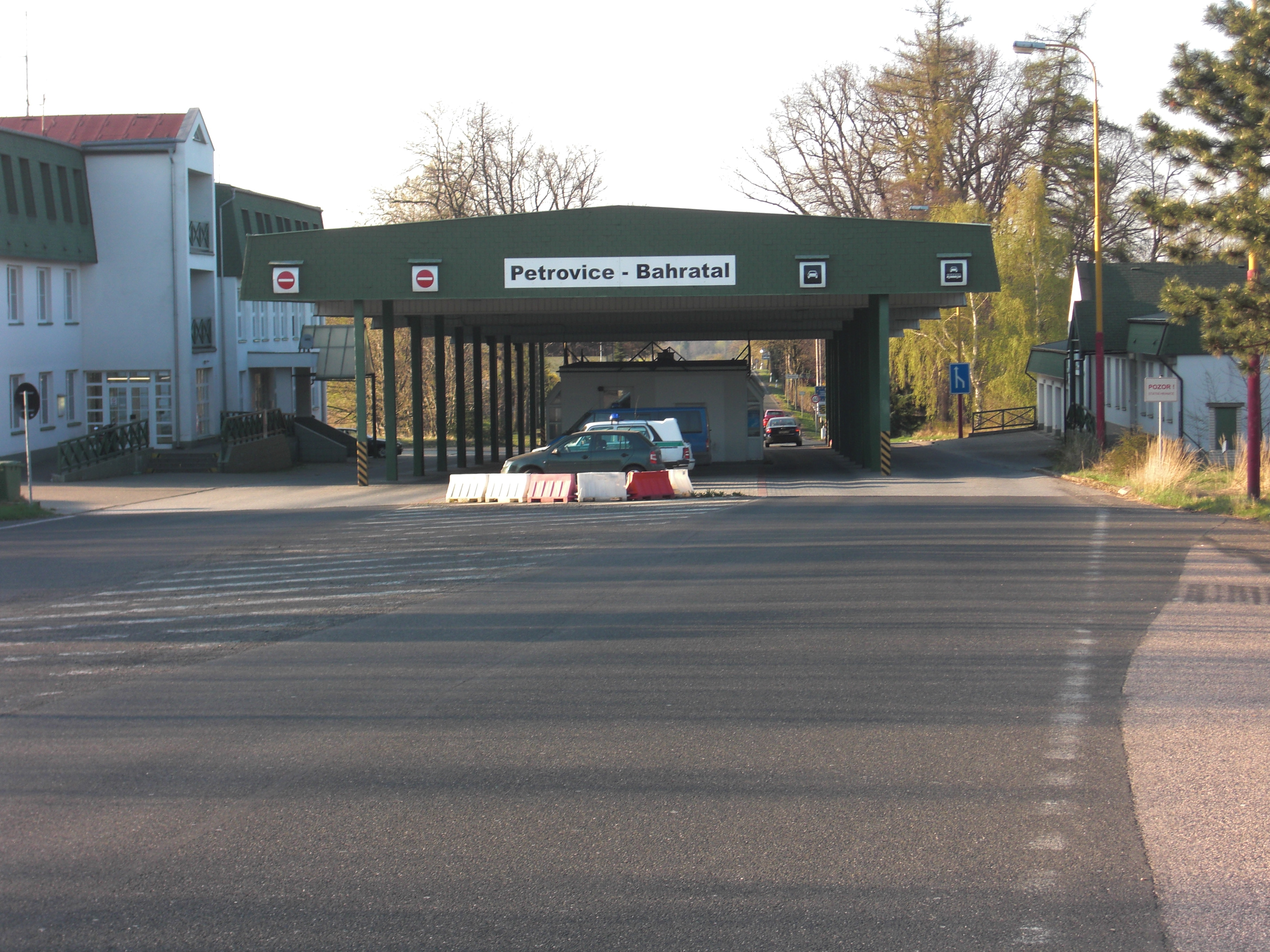
Grenzübergang Petrovice – Bahratal (Aufnahme von 2009), die Überdachung wurde mittlerweile zurückgebaut
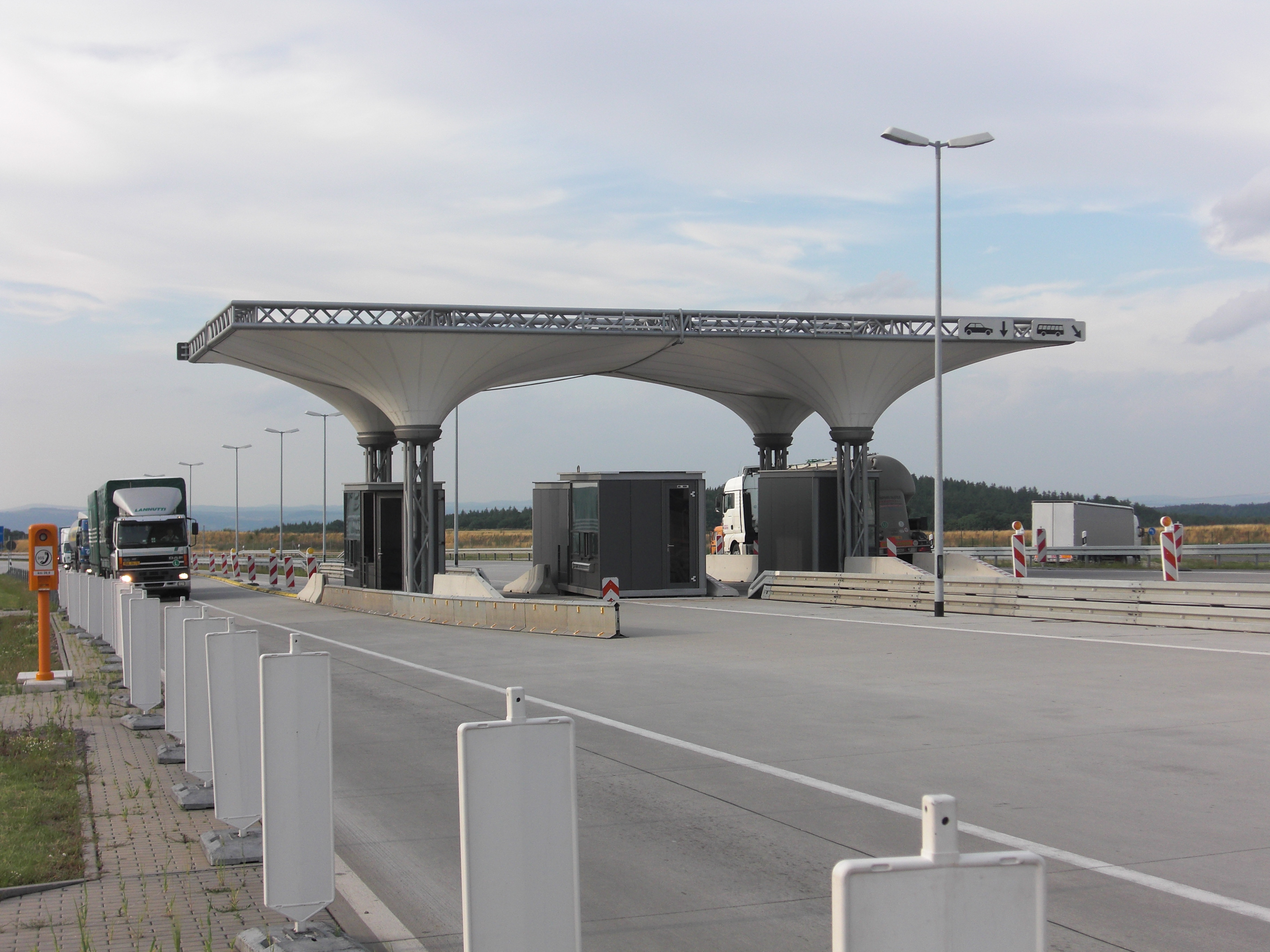
Ehemalige Kontrollstelle am Autobahngrenzübergang der D8/A17 (E55) (Aufnahme von 2008)
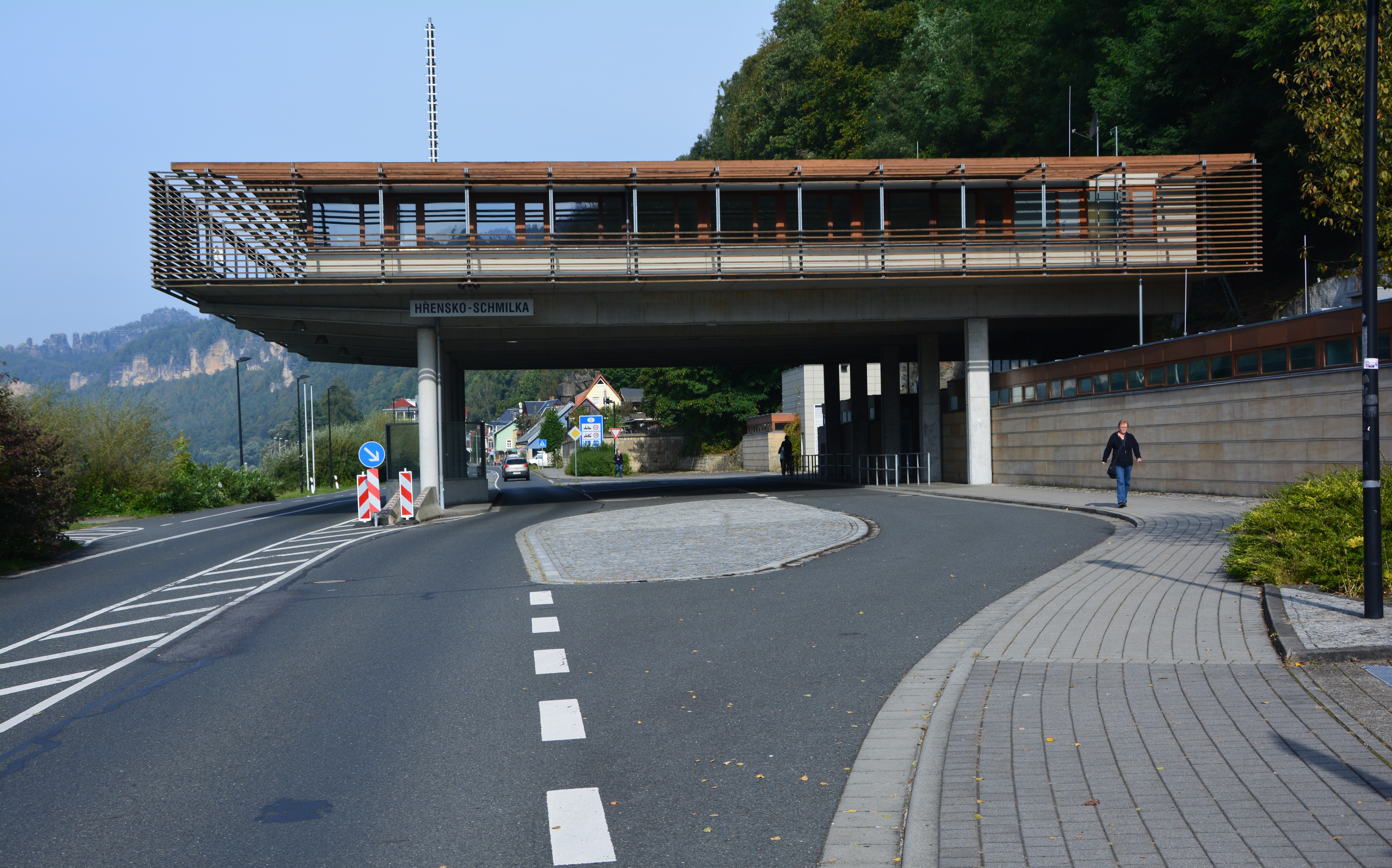
Ehemalige Kontrollstelle zwischen Hrensko und Schmilka im Elbtal (Aufnahme von 2016)
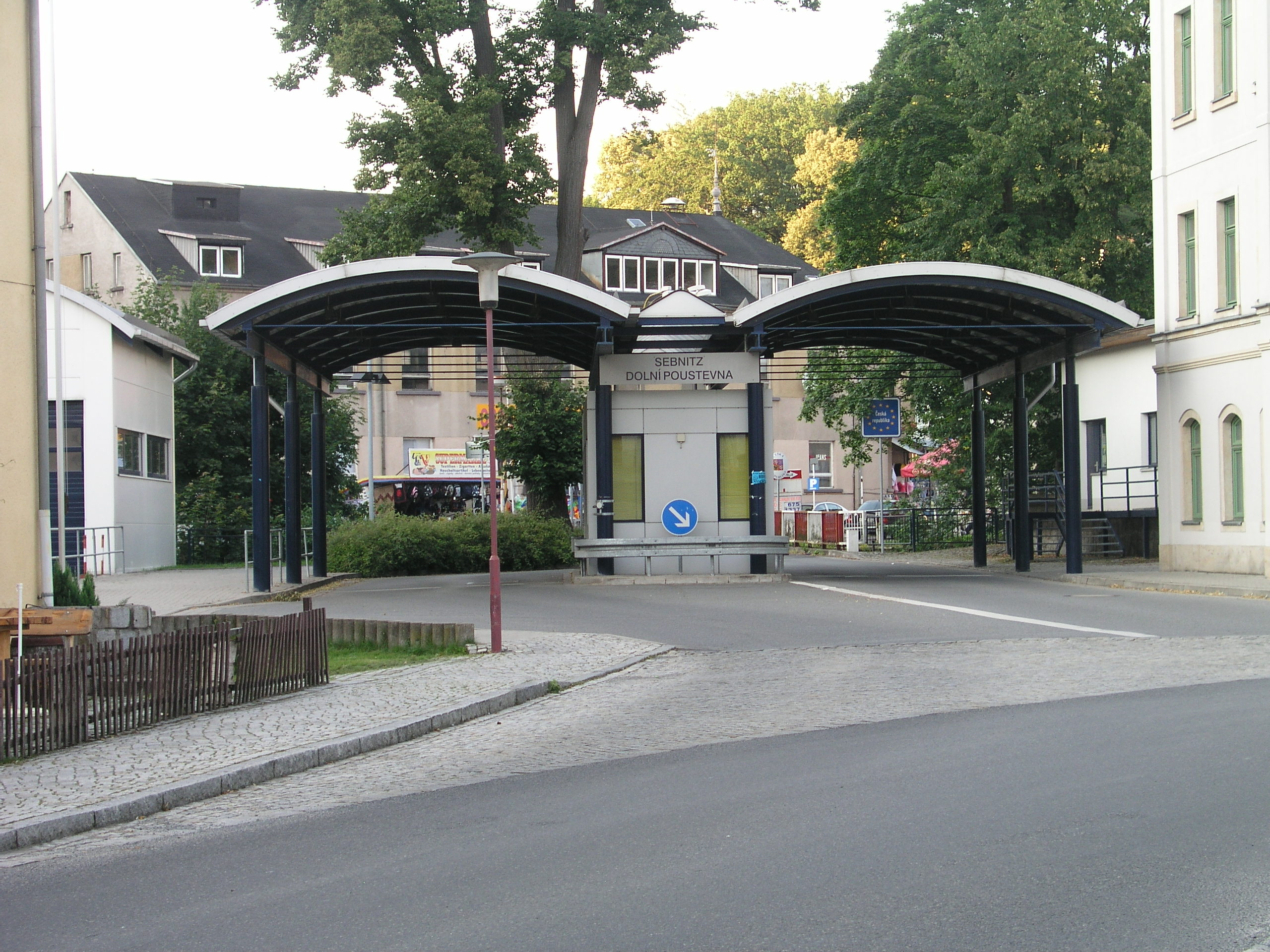
Grenzübergang Dolní Poustevna–Sebnitz (Aufnahme von 2008)

### Grenzüberschreitende Wanderwege
Die grenzüberschreitenden Wanderwege waren für den Grenzübertritt nur bis zum Beitritt Tschechiens zum Schengener Abkommen relevant. Seither darf die Grenze gemäß Artikel 20 Schengen-Kodex jederzeit und an jeder Stelle überschritten werden. Ausnahmen hiervon können sich jedoch aufgrund anderer gesetzlicher Regelungen ergeben. So gilt im Biosphärenreservat Šumava und dem angrenzenden Nationalpark Bayerischer Wald ein Wegegebot. So kann die Grenze hier nur an einigen wenigen Stellen auf grenzüberschreitenden Wanderwegen überschritten werden.
| Grenzüberschreitender Wanderweg           | Eröffnung      | Bemerkung                         |
| ----------------------------------------- | -------------- | --------------------------------- |
| Hranice–Ebmath                            | 1. Januar 1995 | Rad-, Fuß-, Ski- und Reitwanderer |
| Hranice–Bad Elster                        | 1. Januar 1995 | Rad-, Fuß-, Ski- und Reitwanderer |
| Plesná–Bad Brambach                       | 1. Januar 1995 | Rad-, Fuß-, Ski- und Reitwanderer |
| Luby–Wernitzgrün                          | 1. Januar 1995 | Rad- und Fußwanderer              |
| Bublava–Aschberg                          | 1. Januar 1995 | Rad-, Fuß- und Skiwanderer        |
| Jelení–Wildenthal                         | 1. Januar 1995 | Rad-, Fuß- und Skiwanderer        |
| Loučná pod Klínovcem–Oberwiesenthal       | -              | Rad-, Fuß- und Skiwanderer        |
| Černý Potok–Jöhstadt                      | -              | Rad- und Fußwanderer              |
| Kryštofovy Hamry–Schmalzgrube             | -              | -                                 |
| Kalek–Rübenau                             | -              | -                                 |
| Hora Svaté Kateřiny–Deutschkatharinenberg | 1. Januar 1995 | Rad-, Fuß- und Skiwanderer        |
| Český Jiřetín–Deutschgeorgenthal          | 1. Januar 1995 | Rad-, Fuß-, Ski- und Reitwanderer |
| Moldava–Holzhau                           | 1. Januar 1995 | Rad-, Fuß- und Skiwanderer        |
| Fojtovice–Fürstenau                       | 1. Januar 1995 | Fußwanderer                       |
| Snežník–Rosenthal                         | 1. Januar 1995 | Fuß- und Radwanderer              |
| Dolní Žleb–Schöna                         | -              | Fuß- und Radwanderer              |
| Hřensko–Schöna                            | 7. Mai 1997    | Fährverbindung                    |
| Zadní Doubice–Hinterhermsdorf             | -              | Fußwanderer                       |
| Mikulášovice–Hinterhermsdorf              | -              | Rad- und Fußwanderer              |
| Mikulášovice–Sebnitz (Forellenschänke)    | -              | Fußwanderer                       |
| Rožany–Sohland an der Spree               | -              | -                                 |
| Jiříkov–Ebersbach/Sa.                     | -              | -                                 |
| Dolní Podluží–Herrenwalde                 | -              | -                                 |
| Horní Světlá–Waltersdorf                  | 1. März 1996   | -                                 |
| Valy–Jonsdorf                             | 1. Januar 1995 | -                                 |
| Valy–Hain                                 |                | -                                 |
| Petrovice–Lückendorf                      | 1. Januar 1995 | -                                 |
| Hrádek nad Nisou–Hartau                   | 1. Januar 1995 | -                                 |

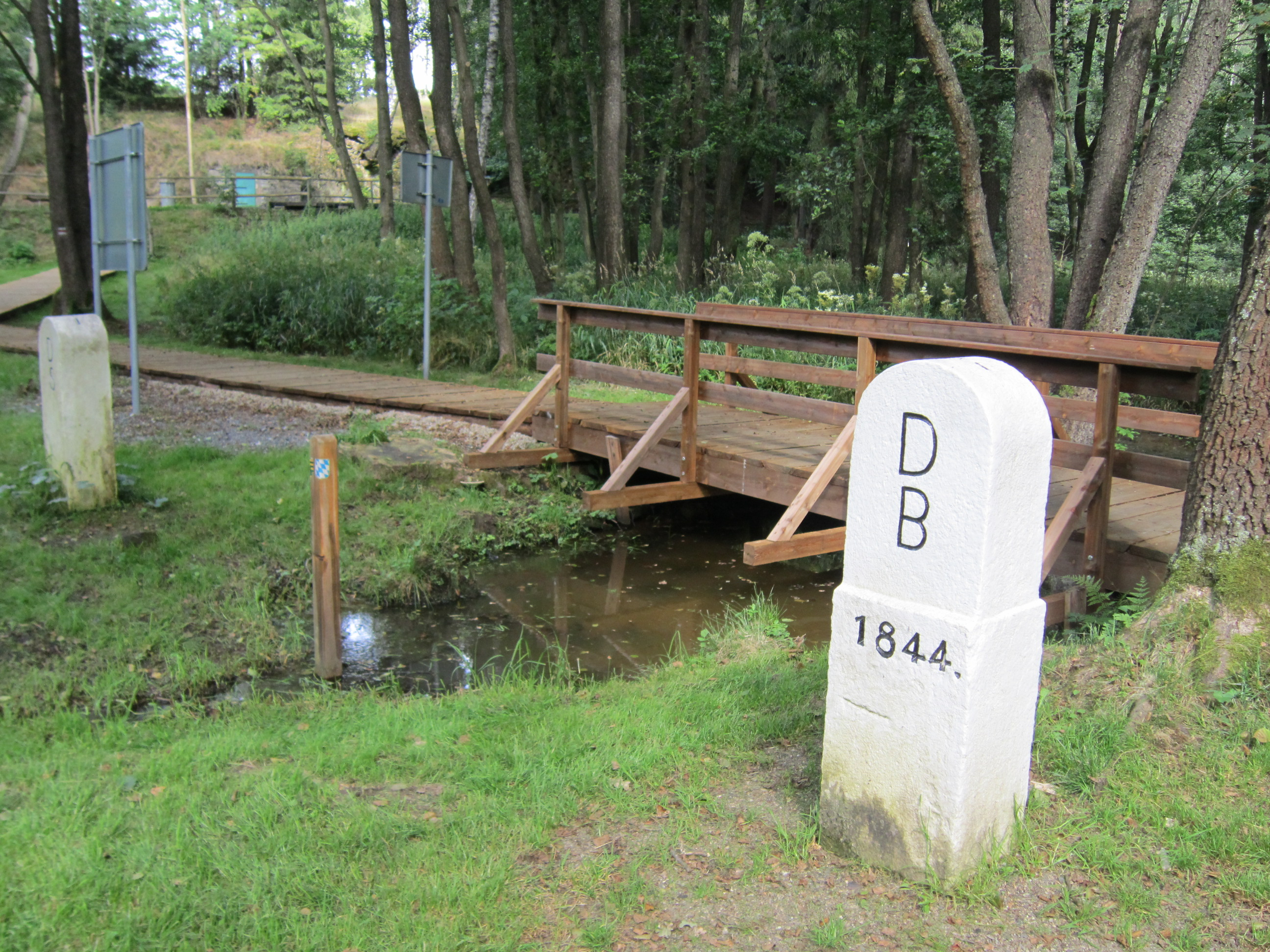
Grenzüberschreitender Wanderweg am Dreiländereck Böhmen/Sachsen/Bayern
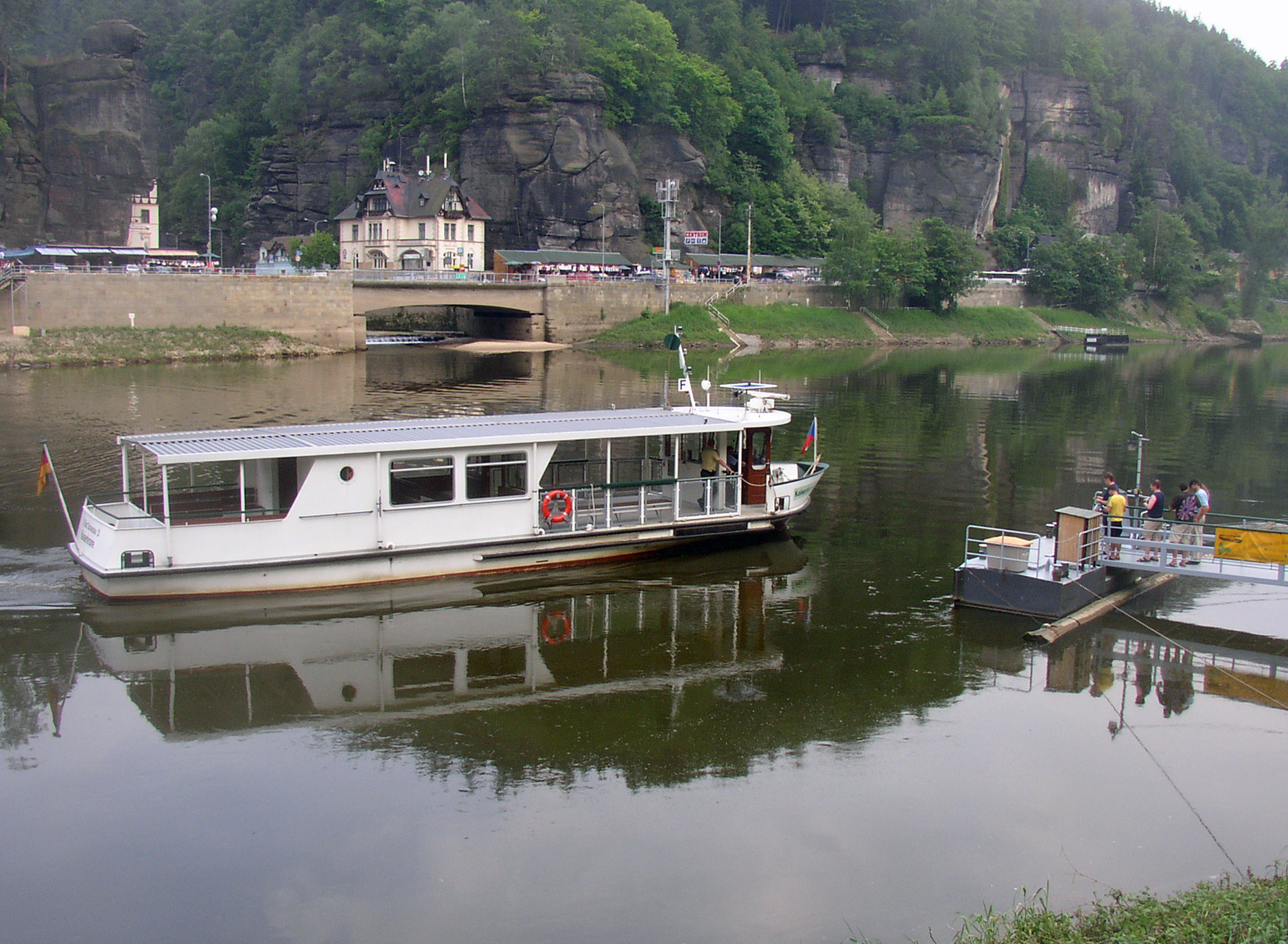
Grenzüberschreitender Wanderweg: Die Elbfähre Hřensko–Schöna
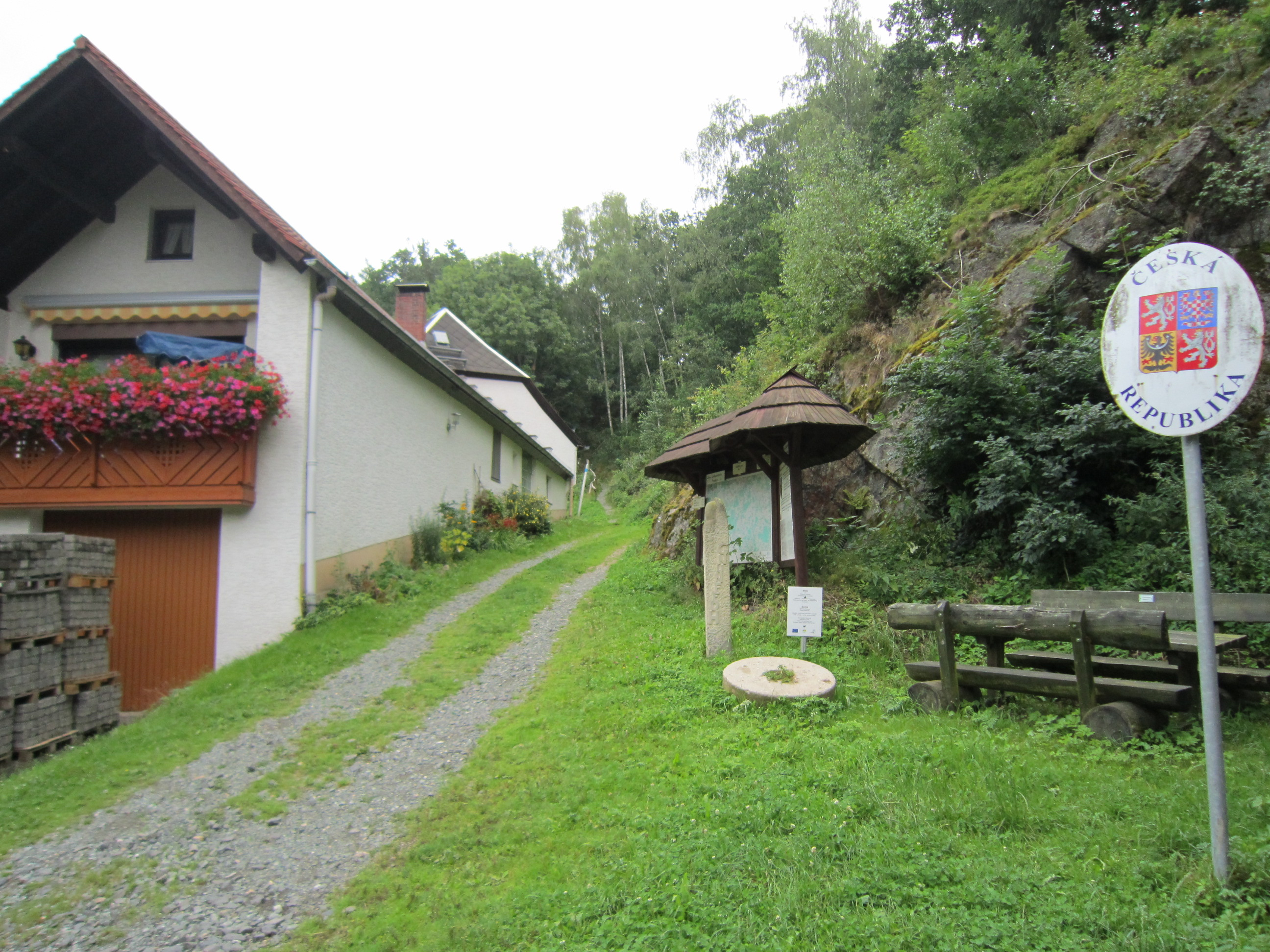
Grenzüberschreitender Wanderweg Hammermühle–Dubina (Eichelberg)

### Schifffahrtswege
| Grenzübergang    | Wasserstraße | Bemerkung                        |
| ---------------- | ------------ | -------------------------------- |
| Hřensko–Schmilka | Labe/Elbe    | Berufsschifffahrt, Bootswanderer |

### Eisenbahnübergänge
| Name (Grenzbahnhöfe)                       | eröffnet  | aufgelassen                                     | Bahnstrecke                              | Kilometer | Bemerkung |
| ------------------------------------------ | --------- | ----------------------------------------------- | ---------------------------------------- | --------- | --- |
| Stožec–Haidmühle                           | 1910      | 1948                                            | Čičenice–Haidmühle–Waldkirchen           | 069,715   | von Deutscher Seite abgebaut, Nové Údolí Endbahnhof direkt an der Grenze. Auf deutscher Seite Freizeitbusverkehr nach Waldkirchen. |
| Železná Ruda-Alžbětín/Bayerisch Eisenstein | 1877      | *                                               | Plattling–Železná Ruda–Plzeň             | 000,000   | 1953–1992 außer Betrieb; nur Personenverkehr |
| Česká Kubice–Furth im Wald                 | 1861      | *                                               | Plzeň–Furth im Wald                      | 184,102   | |
| Cheb–Waldsassen                            | 1865      | 1945                                            | Wiesau–Eger                              | -         | abgebaut |
| Cheb–Schirnding                            | 1883      | *                                               | Nürnberg–Cheb                            | 140,587   | |
| Aš–Selb-Plößberg                           | 1865      | -                                               | Cheb–Oberkotzau                          | 029,59    | ab 1945 ohne Personenverkehr, seit 1. Juni 1996 ohne Güterverkehr; Wiederinbetriebnahme im Personenverkehr am 13. Dezember 2015 |
| Hranice v Čechách–Adorf (Vogtl)            | 1906      | 1945                                            | Aš–Adorf (Vogtl)                         | 016,885   | abgebaut |
| Vojtanov–Bad Brambach                      | 1865      | *                                               | Plauen (Vogtl) ob Bf–Cheb                | 051,300   | |
| Kraslice–Zwotental                         | 1886      | *                                               | Sokolov–Klingenthal                      | 027,452   | 1945–2002 außer Betrieb; nur Personenverkehr |
| Potůčky–Johanngeorgenstadt                 | 1889      | *                                               | Karlovy Vary dolní n.–Johanngeorgenstadt | 046,2     | 1948–1992 außer Betrieb; nur Personenverkehr |
| Vejprty–Cranzahl                           | 1872      | seit 2016 von April bis September Saisonverkehr | Vejprty–Annaberg-Buchholz unt Bf         | 000,583   | 1945–1992 außer Betrieb |
| Křimov–Reitzenhain                         | 1875      | 1948                                            | Chomutov–Reitzenhain                     | 035,860   | abgebaut |
| Moldava–Holzhau                            | 1884      | 1945                                            | Nossen–Moldava                           | 063,12    | abgebaut |
| Pirna–Ústí nad Labem                       | (geplant) | *                                               | Schnellfahrstrecke Dresden–Prag          | 022,161   | Staatsgrenze im Erzgebirgstunnel |
| Děčín–Bad Schandau                         | 1851      | *                                               | Děčín hl.n.–Dresden-Neustadt             | 011,859   | einziger elektrifizierter Schienengrenzübergang |
| Dolní Poustevna–Sebnitz                    | 1905      | 1945                                            | Rumburk–Sebnitz (Sachs)                  | 026,271   | von 1945 bis 15. Juni 2014 stillgelegt |
| Rumburk–Ebersbach (Sachs)                  | 1873      | *                                               | Bakov nad Jizerou–Ebersbach (Sachs)      | 097,690   | regelmäßiger Personenverkehr nur bis 1945 und von 1991 bis 2010 |
| Varnsdorf–Seifhennersdorf                  | 1871      | *                                               | Mittelherwigsdorf–Varnsdorf–Eibau        | 013,705   | bis 2006 nur privilegierter Durchgangsverkehr für deutsche Züge der Relation Großschönau–Seifhennersdorf (ohne Halt in der Tschechoslowakei bzw. Tschechien) |
| Varnsdorf–Großschönau                      | 1871      | *                                               | Mittelherwigsdorf–Varnsdorf–Eibau        | 009,630   | bis 1982 nur privilegierter Durchgangsverkehr für tschechoslowakische Züge der Relation Hrádek n.N.–Varnsdorf (ohne Halt in der DDR) sowie bis 2006 für deutsche Züge der Relation Großschönau–Seifhennersdorf (ohne Halt in der Tschechoslowakei bzw. Tschechien) |
| Hrádek nad Nisou–Zittau                    | 1859      | *                                               | Liberec–Zittau                           | 021,769   | bis 1977 nur privilegierter Durchgangsverkehr für tschechoslowakische Züge der Relation Hrádek n.N.–Varnsdorf (ohne Halt in der DDR); Strecke verläuft zu 2,7 km über polnisches Territorium                                                                       |

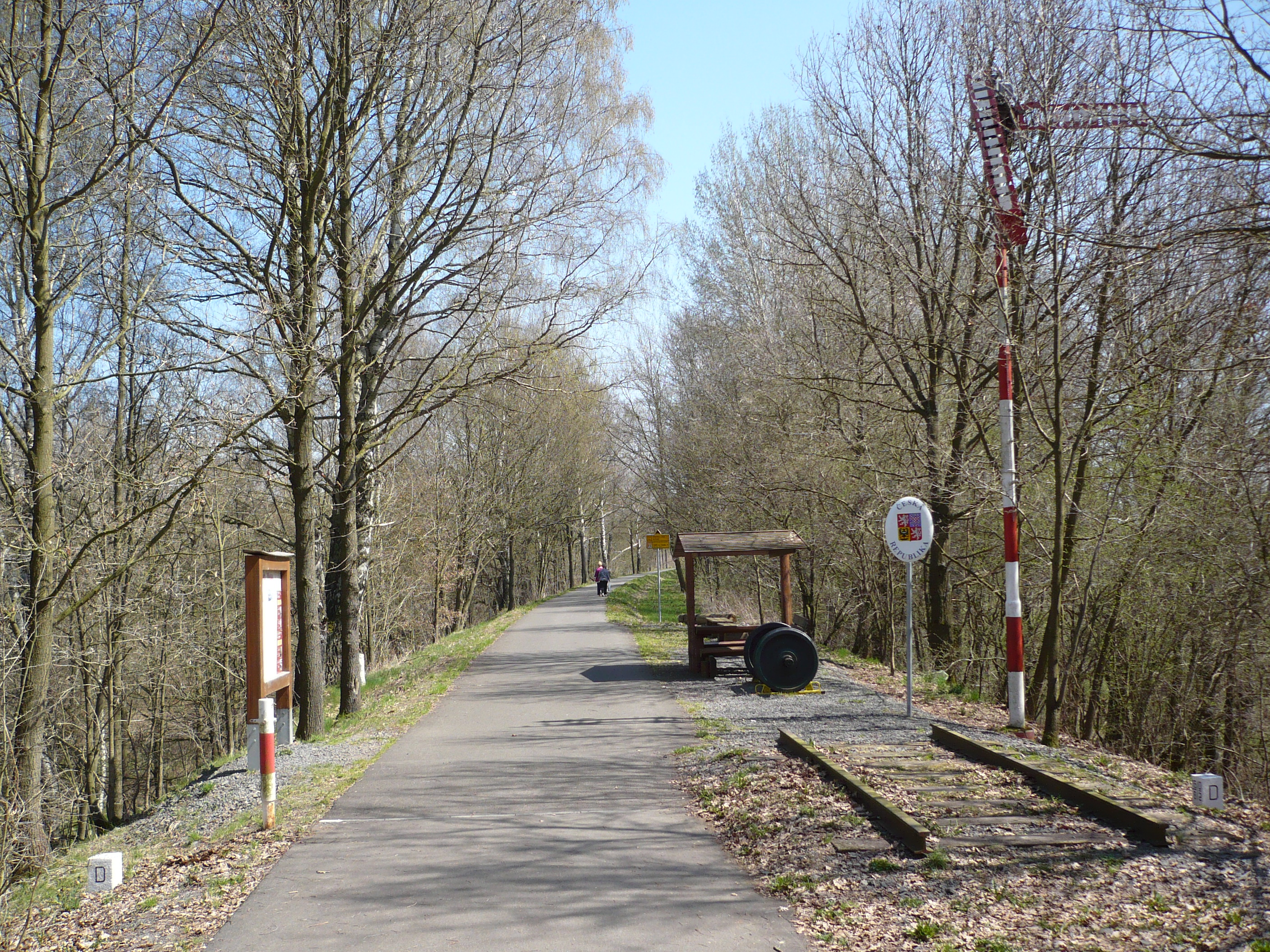
Bahndamm zwischen Waldsassen und Slapany
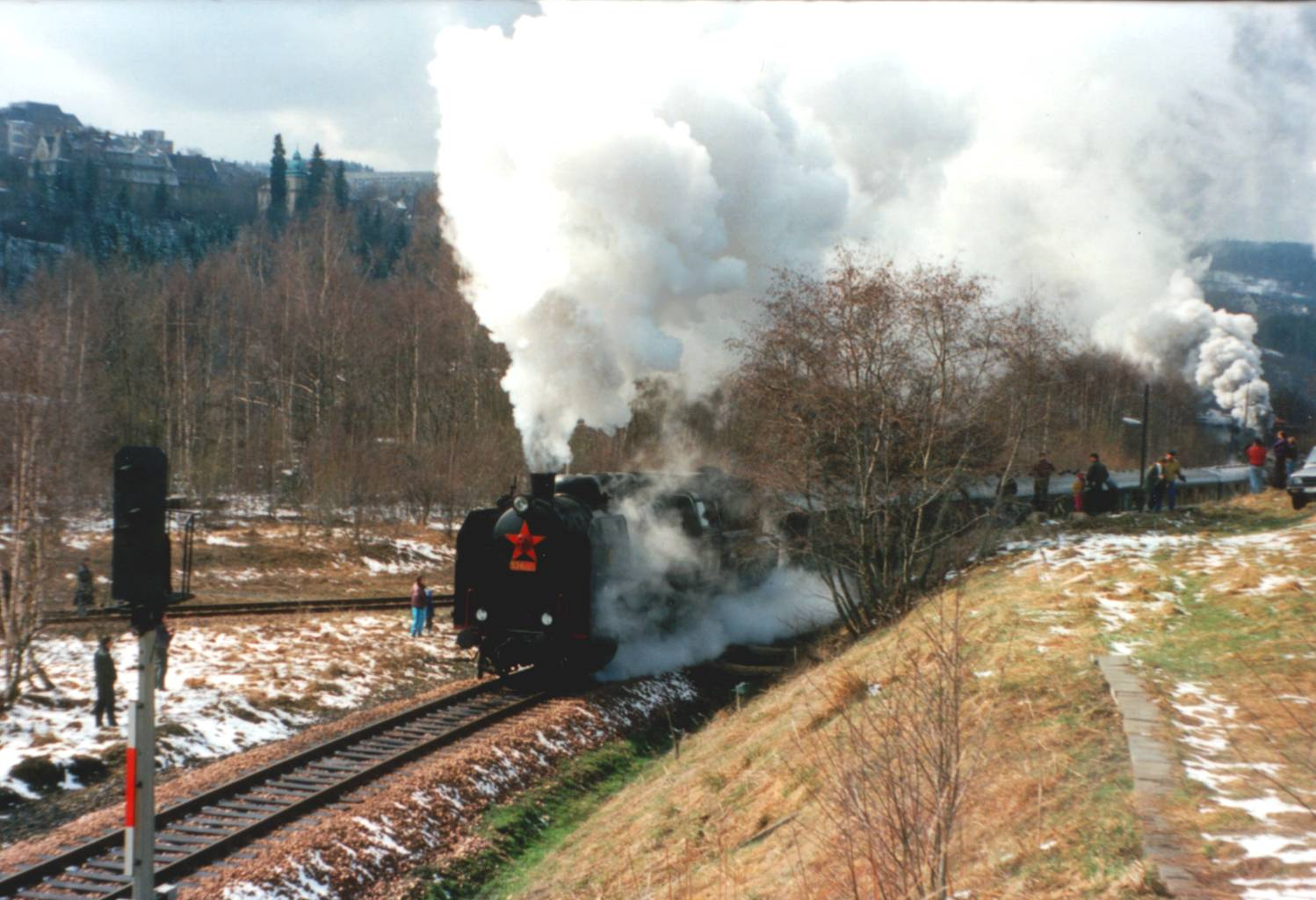
Festliche Neueröffnung von Potůčky–Johanngeorgenstadt am 17. April 1992
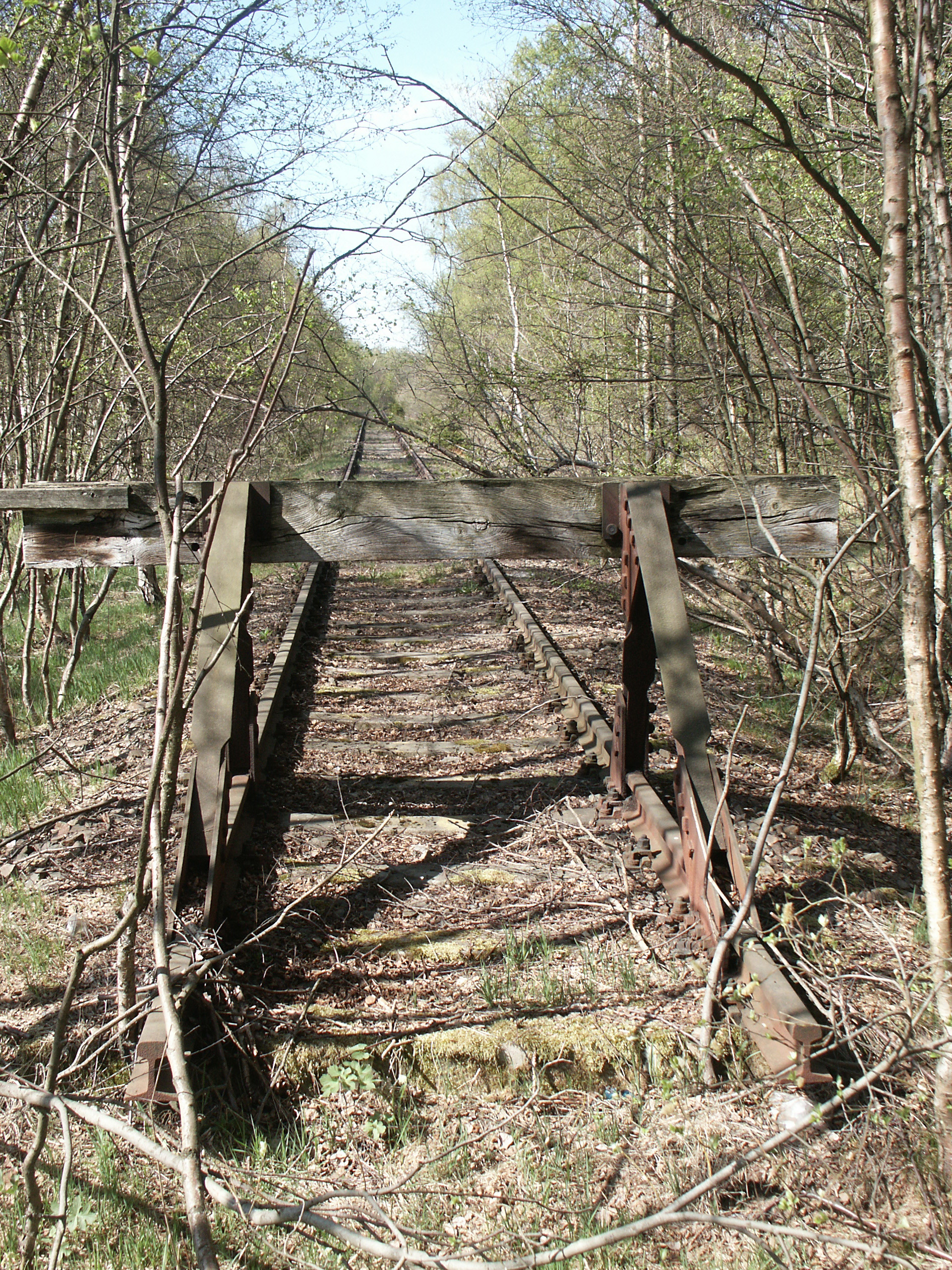
Stillgelegte Strecke zwischen Křimov und Reitzenhain (2007)
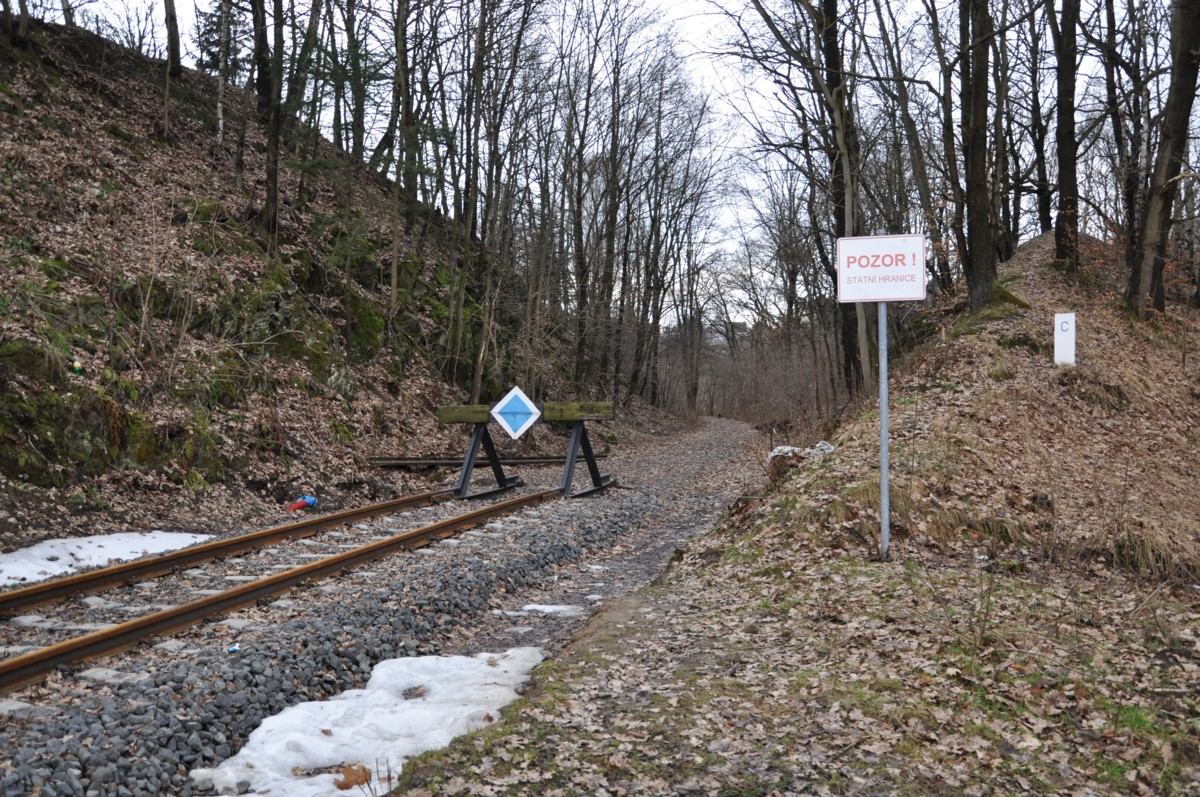
Gleisende bei Dolní Poustevna vor der Wiedereröffnung 2014